# Найтоповичское сельское поселение
На́йтоповичское сельское поселение — муниципальное образование в юго-западной части Унечского района Брянской области. Административный центр — село Найтоповичи.
Образовано в результате проведения муниципальной реформы в 2005 году, путём слияния дореформенных Найтоповичского, Брянкустичского, Лыщичского и частей Неждановского и Рюховского сельсоветов.

## Население
| 2010  | 2011  | 2012  | 2013  | 2014  | 2015  | 2016  | 2017  | 2018  |
| ----- | ----- | ----- | ----- | ----- | ----- | ----- | ----- | ----- |
| 2126  | ↘2111 | ↘1978 | ↘1889 | ↘1762 | ↘1710 | ↘1679 | ↘1626 | ↘1562 |
| 2019  | 2020  | 2021  |       |       |       |       |       |       |
| ↘1516 | ↘1507 | ↗1529 |       |       |       |       |       |       |

## Населённые пункты
| №  | Населённый пункт | Тип     | Население |
| -- | ---------------- | ------- | --------- |
| 1  | Брянкустичи      | село    | ↘652      |
| 2  | Гаськово         | деревня | ↘8        |
| 3  | Жеча             | посёлок | ↘5        |
| 4  | Займище          | деревня | ↘27       |
| 5  | Казащина         | посёлок | ↘45       |
| 6  | Куровщина        | деревня | ↘4        |
| 7  | Лавы             | деревня | ↘20       |
| 8  | Лыщичи           | село    | ↘340      |
| 9  | Найтоповичи      | село    | ↘785      |
| 10 | Снежинка         | посёлок | ↘0        |
| 11 | Строганов        | посёлок | ↘3        |